# Sint-Christoforuskerk (Maastricht)
De Sint-Christoforuskerk was een kerkgebouw in de Nederlandse stad Maastricht. De voormalige rooms-katholieke parochiekerk van Caberg, gelegen aan de Prestantstraat, werd in 1992 gesloopt, op de toren na.

## Geschiedenis
De voorgenomen uitbreiding van de wijk Caberg leidde in 1951 tot plannen om een parochie te stichten. Een noodkerk aan de Sint Lucassingel werd in 1954 in gebruik genomen.
Een nieuwe kerk, ontworpen door A.H.J. Swinkels, werd in 1961 ingewijd, nadat de wijk in 1960 was verheven tot zelfstandige parochie. Voordien was deze afhankelijk van de Heilig Hartparochie in Oud-Caberg.
Ontkerkelijking maakte dat het aantal gelovigen afnam. In 1990 werd de Christoforusparochie weer samengevoegd met de Heilig Hartparochie en in 1992 werd de kerk verkocht en gesloopt. De toren bleef van sloop gespaard, aangezien men aanvankelijk aan een kleiner kerkelijk centrum dacht. Dit kwam er niet en in 2000 werd de toren aan een telecommunicatiefirma verkocht, die er antennes op plaatste.

## Beschrijving gebouw
De kerk nam een centrale plaats in de wijk in. Het betrof een gebouw bestaande uit een betonskelet dat met baksteen was opgevuld. Het dak was vlak, maar gegolfd. De voorheen vrijstaande klokkentoren stond naast het kerkgebouw en was daarmee door een open constructie verbonden. De van kerkklokken en kruis ontdane toren is thans geïntegreerd in een modern gebouw. De rechthoekige bakstenen toren is een gemeentelijk monument.
* betekent: niet langer in gebruik voor religieuze doeleinden; ** betekent: (deels) gesloopt, verdwenen